# Neopribylites
Neopribylites is een geslacht van uitgestorven kreeftachtigen uit de klasse van de Ostracoda (mosselkreeftjes).

## Soort
- Neopribylites spinosus Loranger, 1963 †